# Asphondylia monacha
Asphondylia monacha is een muggensoort uit de familie van de galmuggen (Cecidomyiidae). De wetenschappelijke naam van de soort is voor het eerst geldig gepubliceerd in 1869 door Carl Robert Osten-Sacken. Het was de eerste Amerikaanse Asphondylia-soort die beschreven werd. Ze maakt gallen op Solidago-planten. Baron Osten-Sacken ontdekte de gallen en de muggen in september 1867 nabij Brooklyn op Long Island.